# SOS – Petter ohne Netz
SOS – Petter ohne Netz ist ein norwegischer Kinderfilm des Regisseurs Arne Lindtner Næss aus dem Jahr 2005.

## Handlung
Petter ist ein Stadtkind. Hier gibt es alles, was das Leben angenehm macht, beispielsweise Fußball, Skateboard und Handy. Doch seine Eltern wollen unbedingt aufs Land ziehen. Und dann noch der Schock – kein Netz fürs Handy. Später stellt er fest, dass er zumindest oben auf einem Berg mit dem Handy SMS an seine zurückgebliebenen Freunde verschicken kann.
Alles ist allerdings auch nicht so schlecht in dem kleinen Dorf. Er lernt ein indisches Flüchtlingsmädchen kennen, welches sehr gut mit einem Stier umgehen kann. Im Dorf werden die Flüchtlinge allerdings nicht besonders gut angesehen, besonders vom örtlichen Automechaniker. Dieser verbreitet immer wieder Hassreden gegen die Flüchtlinge. Sie sollen an den Diebstählen schuld sein, die in letzter Zeit häufiger aufgetreten sind.
Und genau dieser Automechaniker ist es auch, den Petter im Wald beobachtet, wie er seinen Hund quält. Der verletzte Hund kann fliehen. Petter hilft dem Hund, und so werden sie Freunde. Petters Eltern glauben ihm jedoch nicht, dass der Automechaniker den Hund quält, und so muss er wieder zu ihm zurück.
Petter versucht den Hund aus dem Haus des Automechanikers zu befreien. Dabei hilft ihm auch das indische Mädchen. Sie stellen fest, dass der Automechaniker in Autodiebstähle verwickelt ist. Petter macht davon ein Bild mit seinem Handy. Die beiden werden entdeckt. Sie können aber mit dem Hund fliehen.
Bei der Verfolgung können sie auf den Berg kommen, um eine MMS zu verschicken. Da die Verfolger ihnen aber dicht auf den Fersen sind, sind sie nicht sicher, ob die MMS angekommen ist.
Als sie schließlich die Verfolger abgeschüttelt haben, zeigen sie den Automechaniker an. Doch niemand glaubt ihnen. Zum Glück wurde die MMS doch verschickt, und so kann der Dieb überführt werden. Und da der Hund nun einen neuen Besitzer braucht, darf Petter ihn behalten.

## Auszeichnungen
- 2005 Norwegische Amdanda-Auszeichnung als bester Kinder- oder Jugendfilm